# Doc (serial telewizyjny)
Doc – amerykański serial telewizyjny, emitowany w latach 2001–2004, w stacji telewizyjnej PAX TV. Pierwszy odcinek wyemitowano 11 marca 2001, a ostatni 18 listopada 2004. Serial nie był emitowany w Polsce.

## Obsada
- Billy Ray Cyrus – dr Clint Cassidy
- Derek McGrath – dr Derek Herbert
- Richard Leacock – Nate Jackson
- Ron Lea – dr Oliver Crane
- Tyler Posey – Raul Garcia